# Municipio de Hillsdale (Minnesota)
El municipio de Hillsdale (en inglés: Hillsdale Township) es un municipio ubicado en el condado de Winona en el estado estadounidense de Minnesota. En el año 2010 tenía una población de 912 habitantes y una densidad poblacional de 22,08 personas por km².

## Geografía
El municipio de Hillsdale se encuentra ubicado en las coordenadas 44°2′33″N 91°46′35″O / 44.04250, -91.77639. Según la Oficina del Censo de los Estados Unidos, el municipio tiene una superficie total de 41.3 km², de la cual 41,28 km² corresponden a tierra firme y (0,06 %) 0,02 km² es agua.

## Demografía
Según el censo de 2010, había 912 personas residiendo en el municipio de Hillsdale. La densidad de población era de 22,08 hab./km². De los 912 habitantes, el municipio de Hillsdale estaba compuesto por el 92,11 % blancos, el 0,55 % eran afroamericanos, el 0,22 % eran amerindios, el 1,86 % eran asiáticos, el 3,07 % eran de otras razas y el 2,19 % eran de una mezcla de razas. Del total de la población el 6,47 % eran hispanos o latinos de cualquier raza.